# 贾卡尔·桑普森
贾卡尔·乔丹·桑普森（1993年3月20日—）為美國男子籃球運動員。
2018年12月19日，中国男子篮球职业联赛山东金星宣布與桑普森完成簽約。桑普森場均表現為22.8分、11.7籃板、1.7阻攻。2022年11月11日，辽宁飞豹宣布與桑普森完成簽約。2023年9月18日，《北京青年报》報導稱北京紫禁勇士已與桑普森達成簽約協議。10月14日，北京紫禁勇士官宣桑普森入隊。

## 外部連結
- 贾卡尔·桑普森在fiba.basketball（英语）
- 贾卡尔·桑普森在NBA（英语）
- 贾卡尔·桑普森在NBA G聯盟（英语）
- 贾卡尔·桑普森在歐洲籃球聯賽（英语）
- 贾卡尔·桑普森在中国男子篮球职业联赛
- 贾卡尔·桑普森在Basketball-Reference.com（NBA）（英语）
- 贾卡尔·桑普森在Basketball-Reference.com（NBA G聯盟）（英语）
- 贾卡尔·桑普森在Basketball-Reference.com（國際）（英语）
- 贾卡尔·桑普森在Sports-Reference.com（NCAA）（英语）
- 贾卡尔·桑普森在ESPN（NBA）（英语）
- 贾卡尔·桑普森在Eurobasket.com（球員）（英语）
- 贾卡尔·桑普森在RealGM（英语）
- 贾卡尔·桑普森在Proballers（英语）
- 贾卡尔·桑普森在中国篮球数据库（新浪网）